# McLintock!
McLintock! – amerykański western komediowy z 1963 w reżyserii Andrew V. McLaglena. Główną i tytułową rolę zagrał John Wayne, a na ekranie partnerują mu: Maureen O’Hara i Yvonne De Carlo; a także syn Patrick.
Fabuła filmu swobodnie nawiązuje do sztuki Williama Szekspira pt. Poskromienie złośnicy.

## Zarys fabuły
Zamożny hodowca bydła George Washington McLintock żyje beztrosko na ranczu, nieopodal miasteczka nazwanego na jego cześć. Jego spokój burzy niespodziewany powrót żony, żądającej rozwodu i córki wracającej ze studiów.

## Obsada

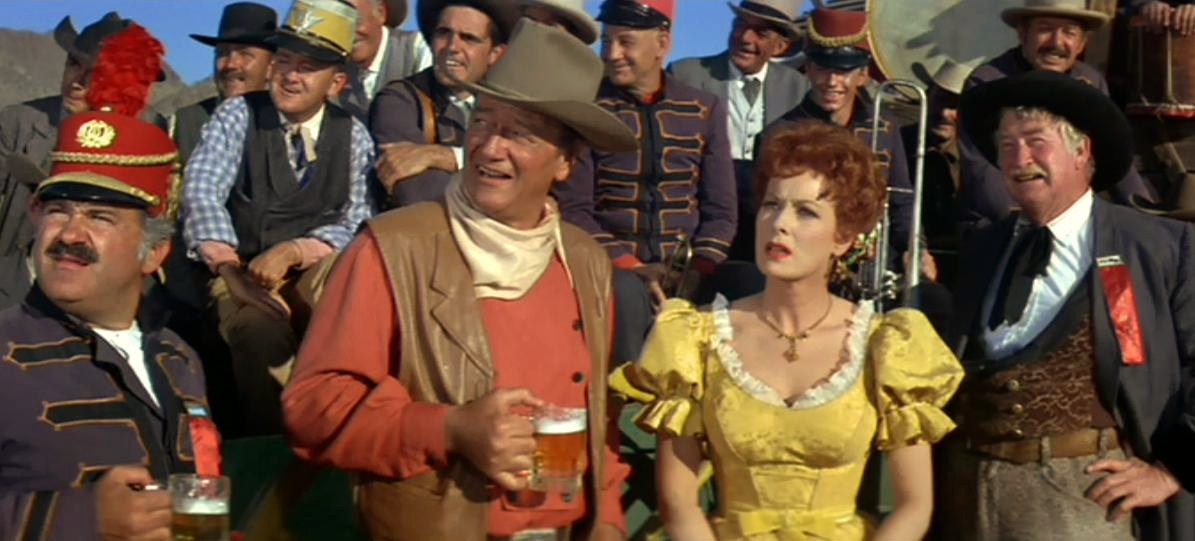
Od lewej: Jack Kruschen, John Wayne, Maureen O’Hara i Chill Wills w scenie z filmu

- John Wayne – George Washington „G.W.” McLintock
- Maureen O’Hara – Katherine McLintock
- Patrick Wayne – Devlin Warren
- Yvonne De Carlo – Louise Warren
- Stefanie Powers –  Rebecca „Becky” McLintock
- Jack Kruschen –  Jake Birnbaum
- Chill Wills – Drago
- Jerry Van Dyke – Matt Douglas Jr.
- Gordon Jones – Matt Douglas
- Strother Martin(inne języki) – Agard
- Edgar Buchanan – Bunny Dull
- Edward Faulkner – młody Ben Sage
- Bruce Cabot – Ben Sage
- Big John Hamilton – Fauntleroy Sage
- Perry Lopez – Davey Elk
- Chuck Roberson – szeryf Jeff Lord
- Robert Lowery – gubernator Cuthbert H. Humphrey
- Hank Worden – Curly Fletcher
- Michael Pate – Puma
- Chief Sky Eagle – Biegnący Bawół
- Leo Gordon – Jones
- Mari Blanchard – Camille Reedbottom
- H.W. Gim – Ching
- Hal Needham – Carter